# Howard Jerome Keisler
Howard Jerome Keisler, genannt Jerome Keisler, (* 3. Dezember 1936 in Seattle, Washington) ist ein US-amerikanischer Mathematiker.

## Studium
Keisler promovierte 1961 bei Alfred Tarski an der University of California, Berkeley mit einer Arbeit zum Thema Ultraproducts and Elementary Classes. 1966 erhielt er ein Stipendium der Alfred P. Sloan Foundation (Sloan Research Fellow).

## Lehre
Keisler lehrt heute an der University of Wisconsin–Madison und arbeitet auf den Gebieten der Modelltheorie und Nonstandardanalysis.
1973 veröffentlichte er mit Chen Chung Chang das Werk Model Theory, das sofort zum Standardwerk der Modelltheorie (der Prädikatenlogik erster Stufe) geworden ist.  Die dritte Auflage des Buchs, erschienen 1990, enthält auch neuere Resultate und gilt weiterhin als die „Bibel“ der Modelltheorie.
Er ist Fellow der American Mathematical Society. 1970 hielt er einen Plenarvortrag auf dem Internationalen Mathematikerkongress in Nizza (Model Theory).

## Schriften (Auswahl)
- An infinitesimal approach to stochastic analysis (= Memoirs of the American Mathematical Society. 297). American Mathematical Society, Providence RI 1984, ISBN 0-8218-2297-7. (Digitalisat)
- Elementary Calculus. Prindle, Weber & Schmidt, Boston MA 1976, ISBN 0-87150-213-5.
- mit Chen Chung Chang: Model theory (= Studies in Logic and the Foundations of Mathematics. 73). North-Holland u. a., Amsterdam u. a. 1973, ISBN 0-7204-2273-6.
- Modell theory for infinitary logic (= Studies in Logic and the Foundations of Mathematics. 62). North-Holland u. a., Amsterdam u. a. 1971, ISBN 0-7204-2258-2.